# Háromszöges vitorlapók
A háromszöges vitorlapók (Linyphia triangularis), a vitorláspókfélék (Linyphiidae) családjába tartozó pókfaj. Közép-Európában mindenhol gyakorta előforduló faj.

## Megjelenése
A háromszöges vitorlapók 5-7 mm hosszú, barnás színezetű, fejtorán U alakú mintázat látható, amely megkülönbözteti őt rokonaitól.
Szemei egészen fent, a homlok felső szegélyén található. Hálójukon kívül ez különbözteti meg őket a keresztespókoktól.
|  |

## Életmódja
Hálójukat vízszintes síkban készítik el, felette néhány kusza, többé-kevésbé függőleges szálat szőnek, amelybe a repülő rovarok beleütköznek, majd belezuhannak a vízszintes hálóba, ahol pedig a vitorlapók elragadja őket. A zsákmányt elfogyasztás közben apró darabokra morzsolják, és a maradványokat kidobják a hálóból.
|  |

## Szaporodása
A kisebb termetű, vékonyabb megjelenésű hímek harcolnak a nőstényekért. Az udvarlás és párzás, gyakran több óra hosszan tartó procedúra. Petéi a többi pókhoz hasonlóan selyemkokonban fejlődnek ki.